# SV Morlautern
Der  SV 1912 Morlautern e. V. ist ein Sportverein, der im rheinland-pfälzischen Kaiserslautern im Stadtteil Morlautern beheimatet ist. Die Vereinsfarben sind Gelb und Schwarz. Der Verein trägt seine Heimspiele im Stadion Kieferberg aus. Bekanntester ehemaliger Spieler ist der Weltmeister von 1954, Werner Kohlmeyer, der hier 1963 seine aktive Karriere beendete.
Zur Saison 2016/17 stieg der Verein zum ersten Mal in die Oberliga Rheinland-Pfalz/Saar auf. Nach dem 2. Platz in der Verbandsliga Südwest und den Siegen in der Relegationsrunde gegen TuS Koblenz II (4:2) und den SV Mettlach (3:1) war der Aufstieg perfekt. 2017 wurde der SV Morlautern erstmals in seiner Vereinsgeschichte Südwestpokalsieger und qualifizierte sich damit für den DFB-Pokal 2017/18. Nach zwischenzeitlichem Abstieg in die Verbandsliga spielt der SV Morlautern ab der Saison 2022/23 wieder in der Oberliga Rheinland-Pfalz/Saar.

## Geschichte
Am 15. Juni 1912 wurde zunächst von der 26 Gründungsmitgliedern, die alle zum Umfeld einer Fußballmannschaft der Morlauterer Dorfjugend gehörten, in einer Gastwirtschaft die Spielvereinigung Morlautern gegründet. Die ursprünglichen Vereinsfarben waren zunächst blau-weiß. Infolge des Ersten Weltkrieges kam die Spielvereinigung zum Erliegen, gleichzeitig gründeten sich im Ort von noch nicht zum Militärdienst eingezogenen Jugendlichen zwei weitere Vereine, die aber zu keinem regulären Spielbetrieb kamen. Nach Kriegsende kam es am 9. September 1919 zu einer Fusionsversammlung und es wurde der SV Morlautern 1912 gegründet er auch im Vereinsregister eingetragen wurde. Kurz darauf nahm der Verein am regulären Spielbetrieb auf einer kleinen Spielfläche auf dem Kieferberg teil. Höhepunkt war in diesen Jahren die Meisterschaft in der regionalen A-Klasse in der Saison 1925/26.
Auch in den nächsten Jahrzehnten kam der SVM über regionale Spielklassen nicht hinaus, nur das Vereinsgelände entwickelte sich stetig. Es wurde ein Sportheim errichtet und ab 1969 ein Rasenplatz gebaut, der zum 60-jährigen Vereinsjubiläum 1972 eingeweiht wurde. Der in die Jahre gekommene alte Sportplatz wurde Anfang der 1980er Jahre saniert, erhielt eine Flutlichtanlage und wurde als Hartplatz 1981 eingeweiht. Kurz darauf konnte der SVM auch den bis dahin größten sportlichen Erfolg feiern, den Aufstieg in die damals fünftklassige Bezirksliga zur Saison 1982/83.
In den nächsten Jahrzehnten dümpelte der Verein in den Niederungen Bezirksklasse und Kreisliga herum. Erst in der Saison 2009/10 gelang der Aufstieg aus der Kreisliga. In den folgenden Spieljahren gelang dreimal hintereinander der direkte Aufstieg, so dass der SVM in der Saison 2013/14 erstmals in der Verbandsliga Südwest spielte. In der dritten Verbandsligaspielzeit qualifizierte sich der SVM als Vizemeister für die Aufstiegsspiele zur Oberliga Rheinland-Pfalz/Saar, die er erfolgreich bestreiten konnte. In der ersten Saison in der Oberliga belegten die Morlauterer in der Abschlusstabelle Platz 12. Gekrönt wurde diese Spielzeit durch den Gewinn des Südwestpokals. Durch einen 2:1-Finalsieg über den Regionalligisten Wormatia Worms qualifizierten sich die Kaiserslauterer Vorstädter für die 1. Hauptrunde des DFB-Pokals 2017/18. Dort schieden die Morlauterer nach einer 0:5-Niederlage gegen den Zweitligisten SpVgg Greuther Fürth im Sportpark Husterhöhe in Pirmasens aus dem Wettbewerb aus. Am Ende der Saison 2017/18 stieg der SV Morlautern aus der Oberliga ab und spielte seitdem wieder in der Verbandsliga Südwest. 2022 erreichte der SV Morlautern als Meister der Verbandsliga, in welcher 15 Siege in Serie gelangen, die Rückkehr in die Oberliga, aus der man jedoch in der Saison 2024/25 als Tabellenletzter wieder abstieg.